# Tischeria bifurcata
Tischeria bifurcata là một loài bướm đêm thuộc họ Tischeriidae. Nó được tìm thấy ở Arizona và California.
Ấu trùng ăn Ceanothus arboreus. Chúng ăn lá nơi chúng làm tổ.